# SS-Oberabschnitt Mitte
SS-Oberabschnitt Mitte var ett distrikt inom Allgemeine-SS och omfattade mellersta Tyskland. SS-Oberabschnitt Mitte existerade från 1933 till 1945 och dess högkvarter var förlagt till Braunschweig.

## Befälhavare
- Friedrich Jeckeln: 10 augusti 1933 – 9 juli 1940
- Günther Pancke: 9 juli 1940 – 15 september 1943
- Hermann Höfle: 15 september 1940 – 5 oktober 1944
- Rudolf Querner: 5 oktober 1944 – maj 1945

### Webbkällor
- ”SS-Oberabschnitt Mitte” (på engelska). Axis History. Arkiverad från originalet den 19 maj 2014. https://www.webcitation.org/6PgldeyPg?url=http://www.axishistory.com/books/179-germany-ss/ss-unsorted/5255-ss-oberabschnitt-mitte. Läst 19 maj 2014.